# Palazzo Mayer
Il palazzo Mayer è sito in piazza del Popolo a Fossacesia in provincia di Chieti.
Trattasi di un palazzo con base rettangolare suddiviso in tre piani.

## Storia
Alcune fonti storiche riferiscono che il 30 aprile 1834 il comune autorizza la famiglia Mayer a dare inizio a realizzare tale palazzo ove vi era una chiesa quattrocentesca dedicata a Sant'Antonio abate. Nel 1852 si procede a completare a costruire il palazzo costruendo la parte rimanente. Verosimilmente gli architetti che la realizzano sono napoletani.

## Struttura
La facciata principale è suddivisa da sette assi. Una cornice marcapiano con architrave suddivide il secondo piano dal terzo. Il piano nobile è suddiviso da lesene ioniche tra cui vi sono sette aperture identiche con timpano che le sormonta, tali aperture si affacciano su dei balconi con ringhiera in ferro battuto. La Vª e la VIIª campata hanno una finestra rettangolare cui, sopra, è posta una cornice semicircolare, sotto, invece, vi è un'apertura a livello del marciapiede con grata in ferro. La IIª e la VIª campata hanno gli ingressi del palazzo costituiti da due portoni lignei sormontato da una ghiera in ferro battuto, ai lati del portale vi sono dei piedritti ed è sormontato da un arco a tutto sesto. La Iª, la IIIª e la IVª campata hanno dei balconi con ringhiera in ferro battuto, di cui l'apertura è sormontata da una cornice semicircolare. Sotto questi balconi si trovano un portone in legno con arco a sesto ribassato. Le altre due facciate libere, ciascuna delle quali sono suddivise in tre campate simili alla VIIª della facciata principale. I muri sono realizzati in mattoni e ricoperte di intonaco, mentre le mensole, i capitelli e le volte sono realizzati in pietra. Le parti in muratura sono di un colore giallastro mentre le parti in rilievo sono del colore della pietra. La copertura è realizzata col manto di coppi.